# جائزة بريطانيا الكبرى 2019
جائزة بريطانيا الكبرى 2019 (بالإنجليزية: 2019 British Grand Prix)‏ هو سباق فورمولا 1
أقيم بتاريخ 14 يوليو 2019 في حلبة سلفرستون، المملكة المتحدة، وكان السباق 10 من أصل 21 في بطولة العالم لسباقات الفورمولا واحد موسم 2019، وكان أول المنطلقين فالتيري بوتاس.
فاز بالمركز الأول  لويس هاملتون، وكان صاحب أسرع لفة لويس هاملتون بزمن قدرة 87.369 ثانية.